# Joseph Doré
Joseph Doré (nacido el 26 de septiembre de 1936 en Grand-Auverné, en Loira Atlántico, Francia), es un prelado y teólogo católico francés, miembro de la compañía de sacerdotes de Saint-Sulpice, arzobispo de Estrasburgo de 1997 a 2006. Perteneció al Grupo de San Galo.

## Biografía
Estudió en Ancenis y, tras ser llamado a servir en la guerra de Argelia, ingresó en el Gran Seminario de Nantes. El 21 de diciembre de 1961, fue ordenado sacerdote para la diócesis de Nantes. Al año siguiente, fue admitido en la compañía de sacerdotes de San Sulpicio. Después de un año en el Instituto Católico de París, pasó un año en Roma, de donde regresó con un doctorado en Teología. A partir de ese momento, asistió regularmente a clases en Alemania, en particular a las del profesor Joseph Ratzinger, futuro Papa Benedicto XVI.
Durante seis años, de 1965 a 1971, fue director y profesor del Seminario Mayor de Nantes, donde enseñó teología fundamental. En 1971, fue nombrado director del Séminaire des Carmes, un seminario del Instituto Católico de París, y se convirtió en profesor de la Facultad de Teología del mismo instituto, donde fue decano de 1988 a 1994. Allí, enseñó cristología y teología de las religiones y, durante su rectorado, impulsó la creación del Instituto de Artes Sagradas, que desde entonces se ha convertido en el Instituto Superior de Teología de las Artes. Posteriormente fue director del departamento de investigación del [[Instituto Católico de París, de 1994 a 1997.
Desde 1991, Joseph Doré es miembro de la Academia Internacional de Ciencias Religiosas en Bruselas, que presidió entre 1993 y 1999.
De 1992 a 1997 fue miembro de la Comisión Teológica Internacional bajo la presidencia del Prefecto de la Congregación para la Doctrina de la Fe, Joseph Ratzinger, y, siempre en el Vaticano, fue miembro de la Comisión Histórica y Teológica del Gran Jubileo del Año 2000 desde 1995.
Fue nombrado arzobispo de Estrasburgo el 2 de septiembre de 1997 y ordenó a la catedral de esta ciudad el 23 de noviembre de 1997 de manos de Charles-Amarin Brand, Émile Marcus, arzobispo de Toulouse, y Walter Kasper, obispo de Rottenburg-Stuttgart y futuro cardenal y presidente del Pontificio Consejo para la Promoción de la Unidad de los Cristianos. Fue miembro de la comisión doctrinal de la Conferencia de Obispos de Francia de 1997 a 2003 y, de 2004 a 2006, miembro del consejo permanente de la misma Conferencia. Ha sido consultor y luego miembro del Consejo Pontificio para la Cultura desde 1988.
En 2001, también se unió al reformista “Grupo de San Galo”.
Joseph Doré dimitió por motivos de salud el 25 de agosto de 2006. Permaneció como administrador apostólico de la archidiócesis de Estrasburgo hasta el 21 de abril de 2007. Se despide oficialmente de la diócesis el 1 de abril de 2007. El 21 de abril de 2007, Benedicto XVI nombra a Jean-Pierre Grallet como su sucesor.

## Homenajes y distinciones
2009:
- Premio Cardenal Grente por toda su obra
- Premio Marcel Flach de la Academia de Ciencias Morales y Políticas[3]

2011:
- Comandante de la Legión de Honor[4]

2016:
- Comendador de la Orden de las Artes y las Letras[5]
- Miembro honorario de la Academia de Ciencias, Letras y Artes de Alsacia

## Publicaciones
- Director de Colección
- Colección Jesús y Jesucristo publicada por Desclée de Brouwer .
- Colección La gracia de una catedral publicada por La Nuée bleue / Place des Victoires.

## Escritor
- La gracia de creer, París, Éditions de l'Atelier, 2003
- Por Jesús, Éditions Plon, París, 2011.
- ¿Podemos realmente seguir siendo católicos?, Ediciones Cultura Bayard, 2012.
- Por qué amo Alsacia, Editions de La Nuée bleue , 2014.
- (dir), Jesús. La Enciclopedia, Albin Michel, 2017, 845 p.
- La salvación de la Iglesia está en su propia conversión, París: Salvator, 2021.